# Lucertola (costellazione)
La Lucertola (in latino Lacerta, abbreviato in Lac) è una piccola costellazione, una delle 88 costellazioni moderne; si trova stretta fra le più brillanti Cefeo e Cassiopea, poco spostata verso sud.

## Aspetti storico-mitologici
La costellazione è relativamente insignificante, ma in passato fu chiamata "Scettro e Mano della Giustizia", per commemorare Luigi XIV. Nel 1787 fu poi rinominata in "Gloria di Federico" in onore di Federico II di Prussia. Queste alternative furono in seguito scartate e questa zona del cielo fu chiamata "Lucertola".

## Caratteristiche

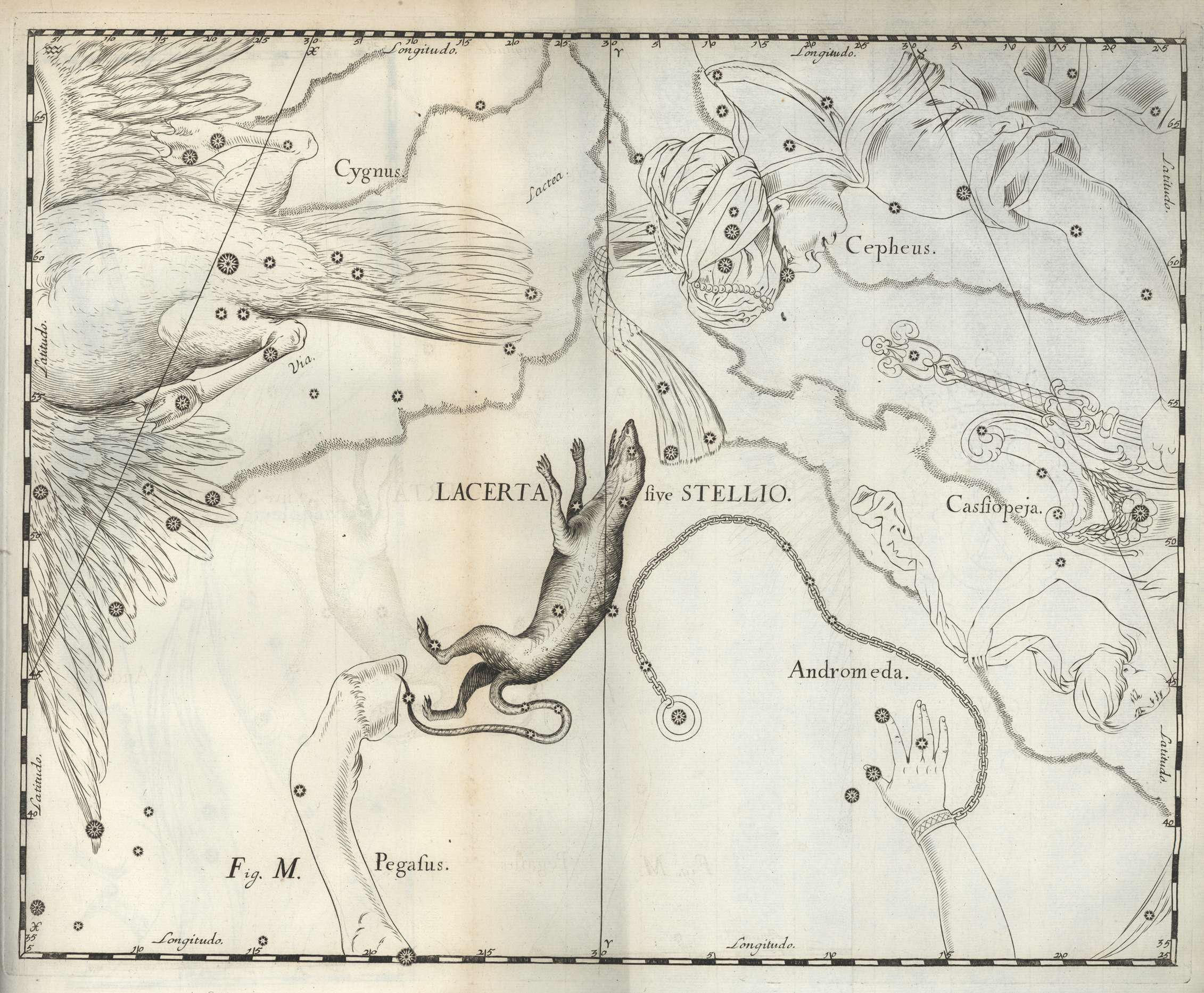
Illustrazione della costellazione della Lucertola ad opera di Johannes Hevelius.

La Lucertola è una costellazione minore situata nell'emisfero settentrionale, che alle latitudini medie boreali si presenta in parte circumpolare, ossia non tramonta mai completamente. Si estende sul lato meridionale della scia della Via Lattea boreale, in un tratto pure piuttosto appariscente, a sud di Cefeo; nonostante ciò, tuttavia, non contiene né stelle luminose, né oggetti di particolare rilievo, se non dei ricchi campi stellari, specialmente nella parte più settentrionale. Le sue stelle principali sono di quarta e quinta magnitudine e sono disposte a zig-zag in senso nord-sud.
La costellazione è ben osservabile dall'emisfero boreale durante quasi tutte le notti dell'anno, ad eccezione di quelle di inizio
primavera, quando sta sempre rasente l'orizzonte; il periodo più propizio per la sua osservazione va da luglio a dicembre, quando si trova alta nel cielo. Dall'emisfero australe al contrario la sua visibilità è fortemente limitata e più essere osservata per intero solo a partire dalle regioni più settentrionali della fascia temperata, oltre che a quella tropicale.

### Stelle principali
- α Lacertae è una stella bianca di magnitudine 3,76, distante 102 anni luce.
- 1 Lacertae è una gigante arancione di magnitudine 4,14, distante 627 anni luce.

### Stelle doppie
La Lucertola contiene alcune stelle doppie risolvibili con dei piccoli strumenti.
- 8 Lacertae è la più semplice: si tratta di una coppia formata da componenti di quinta e sesta grandezza separate a 22", dunque risolvibili anche con un piccolo telescopio.

| Principali stelle doppie |                                          |                                          |             |             |                                 |           |
| Nome                     | Coordinate equatoriali all'epoca J2000.0 | Coordinate equatoriali all'epoca J2000.0 | Magnitudine | Magnitudine | Separazione (in secondi d'arco) | Colore    |
| Nome                     | AR                                       | Dec                                      | A           | B           | Separazione (in secondi d'arco) | Colore    |
| HD 211797                | 22h 18m 56s                              | +37° 46′ 09″                             | 6,17        | 8,9         | 15,7                            | b + b     |
| 8 Lacertae               | 22h 35m 52s                              | +39° 38′ 04″                             | 5,73        | 6,46        | 22,4                            | azz + azz |

### Stelle variabili
La costellazione contiene un gran numero di stelle variabili, ma sono per la quasi totalità piuttosto deboli.
Fra le Mireidi la più brillante è la S Lacertae, che in fase di massimo è di magnitudine 7,6, dunque visibile con un binocolo; al minimo scende fino alla tredicesima grandezza.
La EW Lacertae è una variabile irregolare con variazioni dell'ordine di pochi decimi di magnitudine, dunque difficile da apprezzare, sebbene sia visibile anche ad occhio nudo.
| Principali stelle variabili |                                          |                                          |             |             |                  |            |
| Nome                        | Coordinate equatoriali all'epoca J2000.0 | Coordinate equatoriali all'epoca J2000.0 | Magnitudine | Magnitudine | Periodo (giorni) | Tipo       |
| Nome                        | AR                                       | Dec                                      | Max.        | Min.        | Periodo (giorni) | Tipo       |
| S Lacertae                  | 22h 29m 01s                              | +40° 18′ 56″                             | 7,6         | 13,9        | 239,67           | Mireide    |
| DD Lacertae                 | 22h 41m 29s                              | +40° 13′ 32″                             | 5,16        | 5,28        | 0,1391           | Pulsante   |
| EW Lacertae                 | 22h 57m 05s                              | +48° 41′ 03″                             | 5,22        | 5,48        | -                | Irregolare |

## Oggetti del profondo cielo
Tra gli oggetti non stellari, figurano alcuni ammassi aperti, data la presenza della Via Lattea, il più appariscente dei quali è NGC 7243, visibile anche con un binocolo. Fra gli oggetti meno appariscenti, spicca il sistema di Lacerta OB1, un'associazione OB connessa a delle tenui nebulosità in cui si sono verificati recenti fenomeni di formazione stellare; il complesso nebuloso associato non è tuttavia alla portata di strumenti amatoriali, mentre le componenti stellari appaiono disperse su un'area di alcuni gradi nella parte meridionale della costellazione.
Un oggetto di interesse all'interno di questa costellazione posto all'esterno della Via Lattea è la galassia attiva BL Lacertae (RA = 22h02m43.3s DEC = +42d16m40s EquJ2000.0); essa fu catalogata tempo fa, e scambiata per una stella variabile (da qui il suo nome, tipico della nomenclatura delle stelle variabili). Scoperta la sua vera natura, ha dato il suo nome ad un'intera categoria di oggetti extragalattici piuttosto enigmatici, sedi di fenomeni violenti, gli oggetti BL Lacertae.
| Principali oggetti non stellari |                                          |                                          |                |             |                                        |              |
| Nome                            | Coordinate equatoriali all'epoca J2000.0 | Coordinate equatoriali all'epoca J2000.0 | Tipo           | Magnitudine | Dimensioni apparenti (in primi d'arco) | Nome proprio |
| Nome                            | AR                                       | Dec                                      | Tipo           | Magnitudine | Dimensioni apparenti (in primi d'arco) | Nome proprio |
| NGC 7209                        | 22h 05m 07s                              | +46° 29′ :                               | Ammasso aperto | 6,7         | 25                                     |              |
| NGC 7243                        | 22h 15m 06s                              | +49° 54′ :                               | Ammasso aperto | 6,4         | 21                                     |              |

## Sistemi planetari
Uno dei membri della stella doppia ADS 16402 possiede un sistema planetario composto da un pianeta transitante scoperto dal progetto HATNet, noto come HAT-P-1 b; si tratta di un gigante gassoso con una massa pari alla metà di quella di Giove, talmente prossimo alla sua stella madre da possedere probabilmente un'orbita pressoché circolare. Appartiene alla classe dei pianeti gioviani caldi.
| Sistemi planetari |                                          |                                          |             |                |                              |
| Nome del sistema  | Coordinate equatoriali all'epoca J2000.0 | Coordinate equatoriali all'epoca J2000.0 | Magnitudine | Tipo di stella | Numero di pianeti confermati |
| Nome del sistema  | AR                                       | Dec                                      | Magnitudine | Tipo di stella | Numero di pianeti confermati |
| ADS 16402         | 22h 57m 47s                              | +38° 40′ 30″                             | 10,4        | Nana gialla    | 1 (HAT-P-1 b)                |